# Can Picafort
Can Picafort este o arie protejată (sit de importanță comunitară — SCI) din Spania întinsă pe o suprafață de 44,28 ha, integral pe uscat.

## Localizare
Centrul sitului Can Picafort este situat la coordonatele 39°45′19″N 3°10′39″E / 39.7554°N 3.1776°E.

## Înființare
Situl Can Picafort a fost declarat sit de importanță comunitară în aprilie 2004 pentru a proteja 21 de specii de animale.

## Biodiversitate
Situată în ecoregiunea mediteraneană, aria protejată conține 6 habitate naturale: Depresiuni intradunale umede, Tufărișuri termo-mediteraneene și de pre-deșert, Stepe sărăturate mediteraneene (Limonietalia), Salicornia și alte specii anuale care populează regiunile mlăștinoase și nisipoase, Dune de coastă cu Juniperus spp., Phrygana endemică cu Euphorbio-Verbascion.
La baza desemnării sitului se află mai multe specii protejate:
- păsări (16): privighetoare-de-baltă (Acrocephalus melanopogon), pescăruș albastru (Alcedo atthis), stârc roșu (Ardea purpurea), ciuf de câmp (Asio flammeus), pasărea ogorului (Burhinus oedicnemus), caprimulg (Caprimulgus europaeus), chirighiță neagră (Chlidonias niger), egretă mică (Egretta garzetta), Galerida theklae, acvilă pitică (Hieraaetus pennatus), stârc pitic (Ixobrychus minutus), Larus genei, stârc de noapte (Nycticorax nycticorax), chiră de mare (Sterna sandvicensis), Sylvia sarda, fluierar de mlaștină (Tringa glareola)
- mamifere (4): liliac cârn (Barbastella barbastellus), liliac cu aripi lungi (Miniopterus schreibersii), liliac cu picioare lungi (Myotis capaccinii), liliac comun (Myotis myotis)
- reptile (1): țestoasă bănățeană (Testudo hermanni)

Pe lângă speciile protejate, pe teritoriul sitului au mai fost identificate 2 specii de plante.